# Jonathan Stark
Jonathan Stark (Medford, 3 aprile 1971) è un ex tennista statunitense.
Vanta un best ranking di numero 1 mondiale in doppio, specialità in cui ha vinto 19 titoli del circuito maggiore tra cui il Roland Garros 1994 e le ATP Finals 1997. In singolare ha conquistato 2 titoli ATP ed ha raggiunto un best ranking di numero 36. In doppio misto vanta il titolo a Wimbledon 1995.

## Carriera

### Junior
A livello giovanile ottiene ottimi risultati, vince il doppio ragazzi al Roland Garros 1987 insieme a Jim Courier, gli US Open 1988 con John Yancey e Wimbledon 1989 in coppia con Jared Palmer. Sempre nell'89 conquista anche il titolo nei singolare ragazzi agli US Open sconfiggendo in finale Nicklas Kulti.

### Professionista
Inizia a giocare tra i grandi nel 1991 ed è riuscito a vincere un totale di diciannove titoli su quaranta finali nel doppio e due tornei su tre finali nel singolare. Nel doppio ha raggiunto la testa della classifica ATP nel 1994 grazie alla vittoria ottenuta nell'Open di Francia in coppia con Byron Black.
In Coppa Davis gioca un totale di sei match con la squadra statunitense vincendone uno.

## Statistiche

### Singolare

#### Vittorie (2)
| Legenda                                                       |
| ------------------------------------------------------------- |
| Grande Slam (0)                                               |
| Tennis Masters Cup / ATP World Tour Finals (0)                |
| Masters Series / ATP World Tour Master 1000 (0)               |
| ATP International Series Gold / ATP World Tour 500 Series (0) |
| ATP International Series / ATP World Tour 250 Series (2)      |

| N. | Data            | Torneo                    | Superficie    | Avversario in finale | Punteggio |
| -- | --------------- | ------------------------- | ------------- | -------------------- | --------- |
| 1. | 17 ottobre 1993 | ATP Bolzano, Bolzano      | Sintetico (i) | Cédric Pioline       | 6-3, 6-2  |
| 2. | 6 ottobre 1996  | Singapore Open, Singapore | Sintetico (i) | Michael Chang        | 6-4, 6-4  |

### Doppio

#### Vittorie (19)
| N.  | Data             | Torneo                                                         | Superficie  | Compagno          | Avversari in finale                 | Punteggio        |
| --- | ---------------- | -------------------------------------------------------------- | ----------- | ----------------- | ----------------------------------- | ---------------- |
| 1.  | 6 gennaio 1992   | Wellington Classic, Wellington                                 | Cemento     | Jared Palmer      | Michiel Schapers Daniel Vacek       | 6–3, 6–3         |
| 2.  | 12 ottobre 1992  | Sydney Indoor, Sydney Indoor                                   | Cemento (i) | Patrick McEnroe   | Jim Grabb Richey Reneberg           | 7–6, 6–3         |
| 3.  | 17 maggio 1993   | Delray Beach International Tennis Championships, Coral Springs | Terra rossa | Patrick McEnroe   | Paul Annacone Doug Flach            | 6–4, 6–3         |
| 4.  | 14 giugno 1993   | Rosmalen Open, Rosmalen                                        | Erba        | Patrick McEnroe   | David Adams Andrej Ol'chovskij      | 7–6, 1–6, 6–4    |
| 5.  | 4 ottobre 1993   | Swiss Indoors, Basilea                                         | Cemento (i) | Byron Black       | Brad Pearce David Randall           | 3–6, 7–5, 6–3    |
| 6.  | 11 ottobre 1993  | Grand Prix de Tennis de Toulouse, Tolosa                       | Cemento (i) | Byron Black       | David Prinosil Udo Riglewski        | 7–5, 7–6         |
| 7.  | 25 ottobre 1993  | Vienna Open, Vienna                                            | Sintetico   | Byron Black       | Mike Bauer David Prinosil           | 6–3, 7–6         |
| 8.  | 8 novembre 1993  | Paris Masters, Parigi                                          | Sintetico   | Byron Black       | Tom Nijssen Cyril Suk               | 7–6, 6–4         |
| 9.  | 14 febbraio 1994 | RMK Championships, Memphis                                     | Cemento (i) | Byron Black       | Jim Grabb Jared Palmer              | 6–2, 6–4         |
| 10. | 6 giugno 1994    | Open di Francia, Parigi                                        | Terra rossa | Byron Black       | Jan Apell Jonas Björkman            | 6–4, 7–6         |
| 11. | 1º agosto 1994   | Canadian Open, Montréal                                        | Cemento     | Byron Black       | Patrick McEnroe Jared Palmer        | 7–6, 7–6         |
| 12. | 27 febbraio 1995 | U.S. Pro Indoor, Filadelfia                                    | Sintetico   | Jim Grabb         | Jacco Eltingh Paul Haarhuis         | 7–6, 6–7, 6–3    |
| 13. | 17 aprile 1995   | Japan Open Tennis Championships, Tokyo                         | Cemento     | Mark Knowles      | John Fitzgerald Anders Järryd       | 6–3, 3–6, 7–6    |
| 14. | 29 maggio 1995   | ATP Bologna Outdoor, Bologna                                   | Terra rossa | Byron Black       | Libor Pimek Vince Spadea            | 7–5, 6–3         |
| 15. | 29 aprile 1996   | Seoul Open, Seul                                               | Cemento     | Rick Leach        | Kent Kinnear Kevin Ullyett          | 6–4, 6–4         |
| 16. | 11 novembre 1996 | Stockholm Open, Stoccolma                                      | Cemento (i) | Patrick Galbraith | Todd Martin Chris Woodruff          | 7–6, 6–4         |
| 17. | 23 novembre 1997 | Tennis Masters Cup, Hartford                                   | Sintetico   | Rick Leach        | Wayne Ferreira Evgenij Kafel'nikov  | 6–3, 6–4, 7–6(3) |
| 18. | 28 agosto 2000   | Pilot Pen Tennis, Long Island                                  | Cemento     | Kevin Ullyett     | Jan-Michael Gambill Scott Humphries | 6–4, 6–4         |
| 19. | 27 agosto 2001   | Pilot Pen Tennis, Long Island                                  | Cemento     | Kevin Ullyett     | Leoš Friedl Radek Štěpánek          | 6–1, 6–4         |